# Scolopia germainii
Scolopia germainii är en videväxtart som beskrevs av John Isaac Briquet. Scolopia germainii ingår i släktet Scolopia och familjen videväxter. Inga underarter finns listade i Catalogue of Life.